# Hirvijärvi
Hirvijärvi, Elandmeer, is een dorp in Zweden, het ligt in de gemeente Övertorneå langs de Riksväg 98 en is rond 1780 gesticht. Het dorp kent een lintbebouwing langs een eigen weg die op de rijksweg uitkomt. Er zijn drie kernen: Noord-Hirvijärvi, Hirvijärvi en Zuid-Hirvijärvi. Het dorp dreigt langzaam te ontvolken.
Het dorp ligt aan een meer met dezelfde naam Hirvijärvi en strekt zich langs de oever aan het zuidwesten van het meer uit. Het meer heeft een oppervlak van 3 km². Dorp en meer liggen ongeveer 120 meter boven zeespiegel op circa 25 kilometer afstand van de grens met Finland en ongeveer 10 kilometer ten zuiden van de poolcirkel.
Bestuurscentrum: Övertorneå waaronder Turovaara
Tätort: Hedenäset · Juoksengi · Svanstein
Småort: Aapua · Haapakylä · Jänkisjärvi · Kuivakangas · Maaherra, Aili en Kieri · Neistenkangas · Pello · Poikkijärvi · Pudas · Rantajärvi
Overig: Alkullen · Armasjärvi · Bäckesta · Ekfors · Härkäsaadio · Hirvijärvi · Kannusjärvi · Kukasjärvi · Koutojärvi · Kuurajärvi · Kuusijärvi · Liehittäjä · Littiäinen · Luppio · Matojärvi · Mettäjärvi · Mukkajärvi · Oja · Olkamangi · Orjasjärvi · Pallakka · Penttäjä · Persomajärvi · Pirttijärvi · Potila · Puhkuri · Raitajärvi · Risudden-Vitsaniemi · Ruokojärvi · Ruskola · Siekasjärvi · Soukolojärvi · Soukolojoki · Vyöni · Ylinenjärvi · Ylinenjoki